# Бутирський (район Москви)
Бутирський (рос. Буты́рский) — адміністративний район в Москві, входить до складу Північно-Східного адміністративного округу. Населення станом на 1 січня 2017 року 70296 чол., площа 5,04 км²
Район утворено в 5 липня 1995 року.

На території району розташована станції метро  Савеловська, Дмитрівська, Тимірязєвська, Бутирська та Фонвізінська.